# …And Then There Were Three…
…And Then There Were Three… (рус. «…И тогда их осталось трое») — девятый студийный альбом британской прогрок-группы Genesis, выпущенный 31 марта 1978 года лейблом Charisma Records и является их первой записью в составе трио певца/барабанщика Фила Коллинза, клавишника Тони Бэнкса и басиста/гитариста Майка Резерфорда после ухода гитариста Стива Хэкетта. Альбом ознаменовал изменение в звучании группы, смешав элементы их прогрессивного рока с более доступным материалом, а Коллинз внес больший вклад в написание песен группы.
Альбом получил смешанные отзывы критиков, но достиг 3-й строчки в британском чарте альбомов и 14-й строчки в американском Billboard 200. Ведущий сингл «Follow You Follow Me» стал их самым высоким хит-парадом на тот момент, достигнув 7-й строчки в Великобритании и 23-й строчки в США . Альбом был сертифицирован Американской ассоциацией звукозаписывающих компаний (RIAA) как платиновый в 1988 году за продажу миллиона копий в США. Чтобы еще больше продвинуть его, Genesis гастролировали по всему миру с живым гитаристом Дэрилом Стюрмером и барабанщиком Честером Томпсоном, оба из которых станут основой гастрольного состава группы на следующие три десятилетия. Альбом был ремикширован в 2007 году как часть бокс-сета Genesis 1976-1982 с объемным звуком 5.1 и новым стереомиксом Ника Дэвиса. По словам участников группы, нехватка гитариста с собственным стилем на тот момент ощущалась достаточно остро.
Основные авторы текстов на …And Then There Were Three… — Бэнкс и Резерфорд; Фил Коллинз (написавший для альбома всего несколько строк) был поглощён крахом своего брака.
«Follow You, Follow Me» стала первой песней Genesis, попавшей в национальный топ-10 и получившей регулярную радиоротацию.

## Список композиций
| №  | Название        | Автор(ы)                  | Длительность |
| -- | --------------- | ------------------------- | ------------ |
| 1. | «Down and Out»  | Бэнкс, Коллинз, Резерфорд | 5:28         |
| 2. | «Undertow»      | Бэнкс                     | 4:47         |
| 3. | «Ballad of Big» | Бэнкс, Коллинз, Резерфорд | 4:51         |
| 4. | «Snowbound»     | Резерфорд                 | 4:31         |
| 5. | «Burning Rope»  | Бэнкс                     | 7:10         |

| №                   | Название                      | Автор(ы)                  | Длительность |
| ------------------- | ----------------------------- | ------------------------- | ------------ |
| 1.                  | «Deep in the Motherlode»      | Резерфорд                 | 5:16         |
| 2.                  | «Many Too Many»               | Бэнкс                     | 3:32         |
| 3.                  | «Scenes From a Night's Dream» | Бэнкс, Коллинз            | 3:30         |
| 4.                  | «Say It's Alright Joe»        | Резерфорд                 | 4:21         |
| 5.                  | «The Lady Lies»               | Бэнкс                     | 6:08         |
| 6.                  | «Follow You Follow Me»        | Бэнкс, Коллинз, Резерфорд | 4:01         |
| Общая длительность: | Общая длительность:           | Общая длительность:       | 53:35        |

## Хит-парады
| Хит-парад      | Наивысшая позиция |
| -------------- | ----------------- |
| Великобритания | 3                 |
| США            | 14                |
| Австрия        | 17                |
| Германия       | 2                 |
| Норвегия       | 7                 |
| Швеция         | 22                |

Альбом стал платиновым в США.

## Участники записи
- Фил Коллинз — вокал, барабаны, ударные
- Майк Резерфорд — бас-гитара, гитара, бэк-вокал
- Тони Бэнкс — клавишные, меллотрон, бэк-вокал